# Shkodran Mustafi
Shkodran Mustafi (* 17. dubna 1992 Bad Hersfeld) je bývalý německý profesionální fotbalista albánského původu, který hrál na pozici středního obránce. Mezi lety 2014 a 2017 odehrál také 20 utkání v dresu německé reprezentace, ve kterých vstřelil 2 branky.
Mistr světa z roku 2014. Mimo Německo působil na klubové úrovni v Anglii, Itálii a Španělsku.

## Klubová kariéra
Mustafi se narodil v německém lázeňském městě Bad Hersfeld albánské rodině původem z Gostivaru. Na mládežnické úrovni hrál nejprve za lokální týmy 1. FV Bebra a SV Rotenburg, poté zamířil do klubu Hamburger SV. V roce 2009 přestoupil do anglického celku Everton FC, kde podepsal smlouvu do roku 2012. Zájem měly i další anglické týmy Manchester City FC, Newcastle United FC a německá Borussia Dortmund. V dresu Evertonu debutoval v profesionálním fotbale pod trenérem Davidem Moyesem, šlo o závěrečný zápas základní skupiny I 17. prosince 2009 proti běloruskému mužstvu FK BATE (porážka 0:1), na hřiště se dostal v 76. minutě. Byl to zároveň jeho jediný start v A-mužstvu, další příležitost nedostal, nemá tedy na kontě ani jeden zápas v Premier League za Everton.
V lednu 2012 odešel zadarmo do italského klubu Sampdoria Janov, který hrál tehdy Serii B.
V srpnu 2014 po mistrovství světa v Brazílii přestoupil do španělského celku Valencia CF, kde podepsal pětiletou smlouvu. Po dvou letech ve Valencii přestoupil koncem srpna 2016 do anglického Arsenalu.

## Reprezentační kariéra

### Mládežnické reprezentace
Mustafi reprezentoval Německo v mládežnických kategoriích U16, U17, U18, U19, U20 a U21. Zúčastnil se domácího Mistrovství Evropy hráčů do 17 let 2009, kde Německo porazilo ve finále Nizozemsko 2:1 po prodloužení. Na tomto turnaji vstřelil jeden gól v utkání s Tureckem (výhra 3:1). Mladí Němci se tímto kvalifikovali na Mistrovství světa hráčů do 17 let 2009 v Nigérii, kde vypadli v osmifinále s pozdějším vítězem turnaje Švýcarskem po výsledku 3:4.

### A-mužstvo
Na konci února 2014 jej trenér Německa Joachim Löw nominoval do A-mužstva Německa pro přátelský zápas s Chile (5. března 2014, výhra Německa 1:0), v něm ale příležitost na hřišti nedostal. Debutoval až 13. května 2014 v přátelském zápase v Hamburku proti Polsku (remíza 0:0).
Joachim Löw jej zařadil i do širší nominace pro Mistrovství světa ve fotbale 2014 v Brazílii. Po zranění Marco Reuse se dostal v červnu 2014 i do závěrečné 23členné nominace, ačkoli jako obránce nebyl přímou náhradou. Trenér Löw se však rozhodl posílit obranu týmu, neboť v ofenzivě spatřoval velkou kvalitu i bez Reuse. V osmifinále s Alžírskem postoupilo Německo po výsledku 1:2 po prodloužení. Mustafi musel v 70. minutě střídat, natrhl si v zápase zadní stehenní sval a na šampionátu si už nezahrál. S týmem nakonec získal zlaté medaile, jeho spoluhráči porazili ve finále 1:0 Argentinu.
Trenér Joachim Löw jej zařadil do závěrečné 23členné nominace na EURO 2016 ve Francii. Němci získali na turnaji bronzové medaile, v semifinále je vyřadila domácí Francie po výsledku 0:2.